# Hollandaise huppée
Pour les articles homonymes, voir Naine hollandaise (poule).
La poule hollandaise huppée est une race de poule domestique originaire des Pays-Bas.

## Origine
C'est une race originaire des Pays-Bas, où elle est connue depuis plus de cinq siècles.

## Description
C'est une volaille de type fermier, ornementale, fréquemment rencontrée dans les expositions en France dans sa variété naine.
Elle est très proche de sa cousine, la padoue.

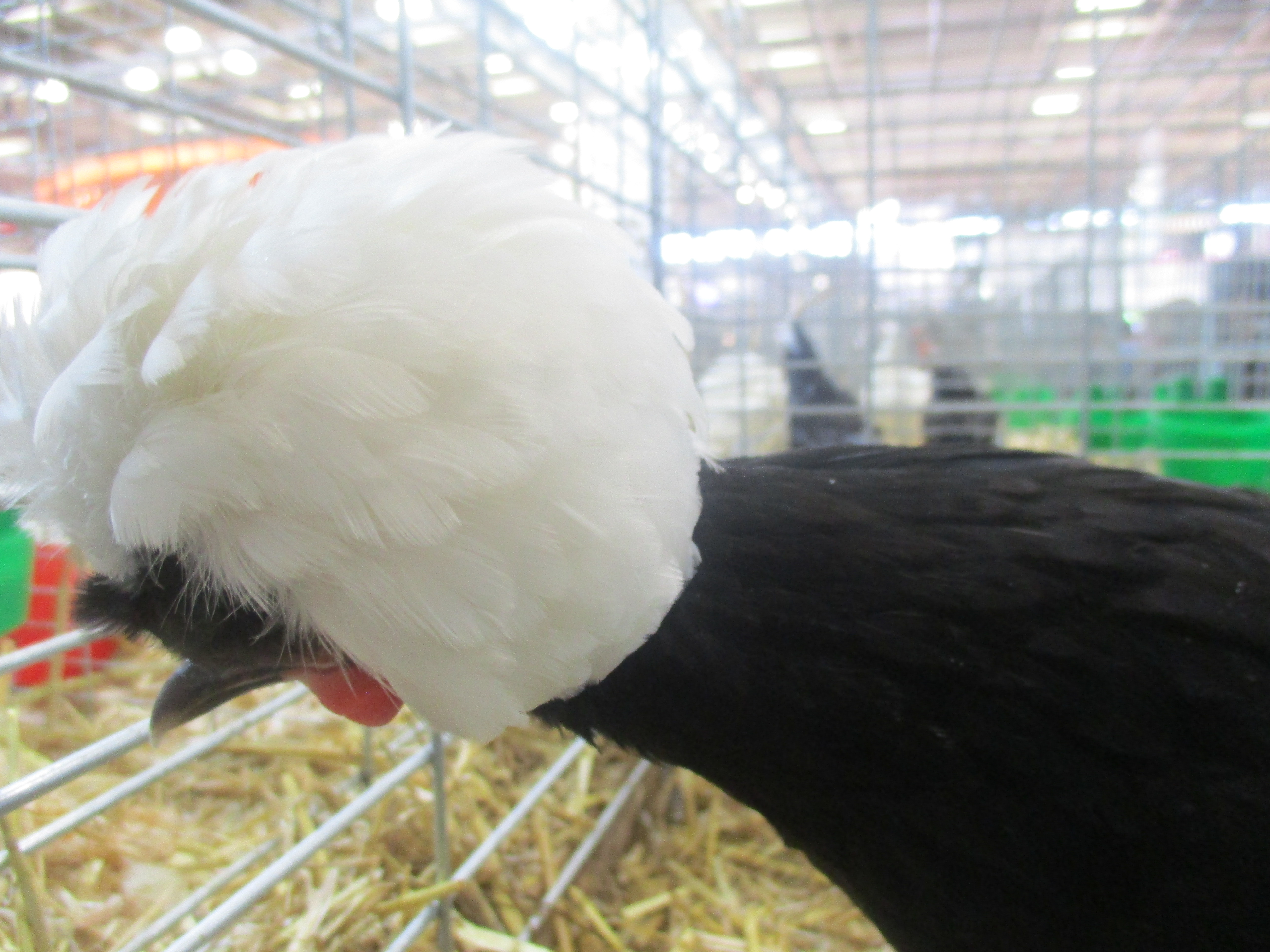
Détail de la huppe d'une poule.

### Standardofficiel
- Crête : inexistante
- Oreillons : blancs
- Couleur des yeux : rouge-brun
- Couleur de la peau : blanche
- Couleur des tarses : gris
- Variétés de plumage : Noir à huppe blanche, blanc à huppe blanche, bleu liseré à huppe blanche, chamois liseré blanc à huppe blanche, coucou à huppe blanche, noir caillouté blanc à huppe blanche, fauve à huppe blanche, rouge à huppe blanche, kaki à huppe blanche, dun à huppe blanche, blanc à huppe noire

Plumage frisé admis
Grande race :
- Masse idéale : Coq : 2 à 2,5 kg ; Poule : 1,5 à 2 kg
- Œufs à couver : 45 g, coquille blanche
- Diamètre des bagues : Coq : 18 mm ; Poule : 16 mm

Naine :
- Masse idéale : Coq : 800 g ; Poule : 700 g

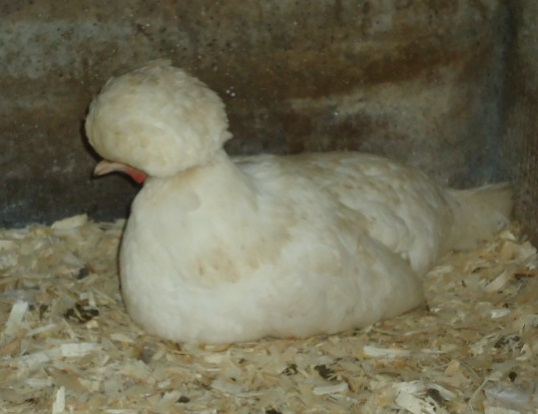
Œufs à couver : 35 g, coquille blanche
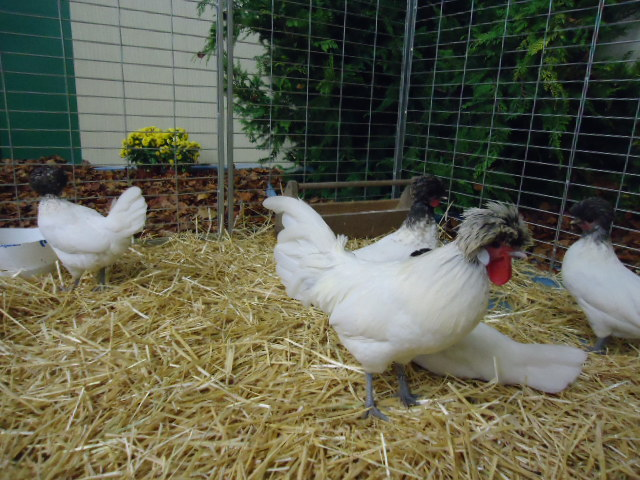
Diamètre des bagues : Coq : 13 mm ; Poule : 11 mm  - Poule Hollandaise blanche à huppe blanche
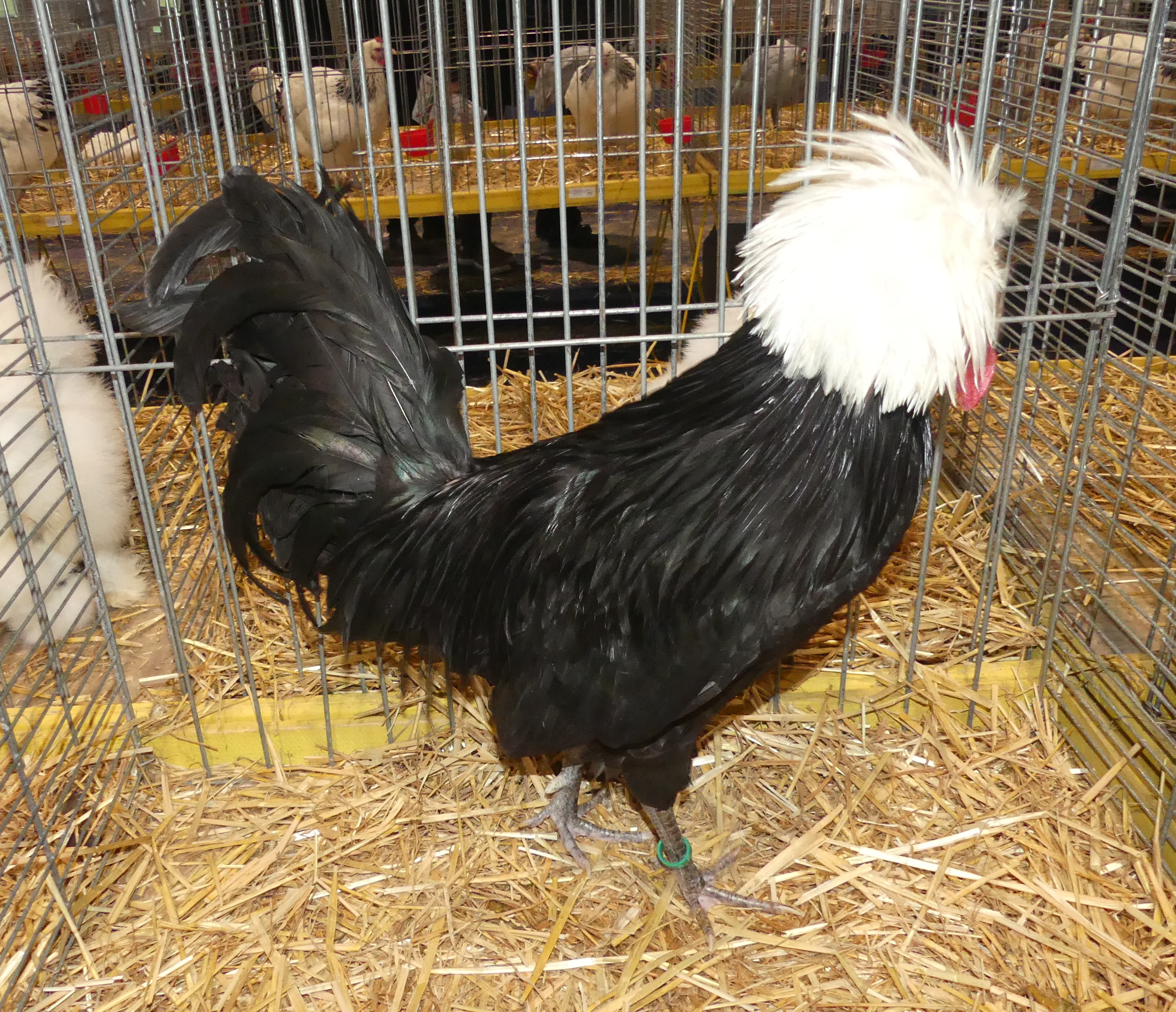
Coq Hollandaise noir à huppe blanche grande race
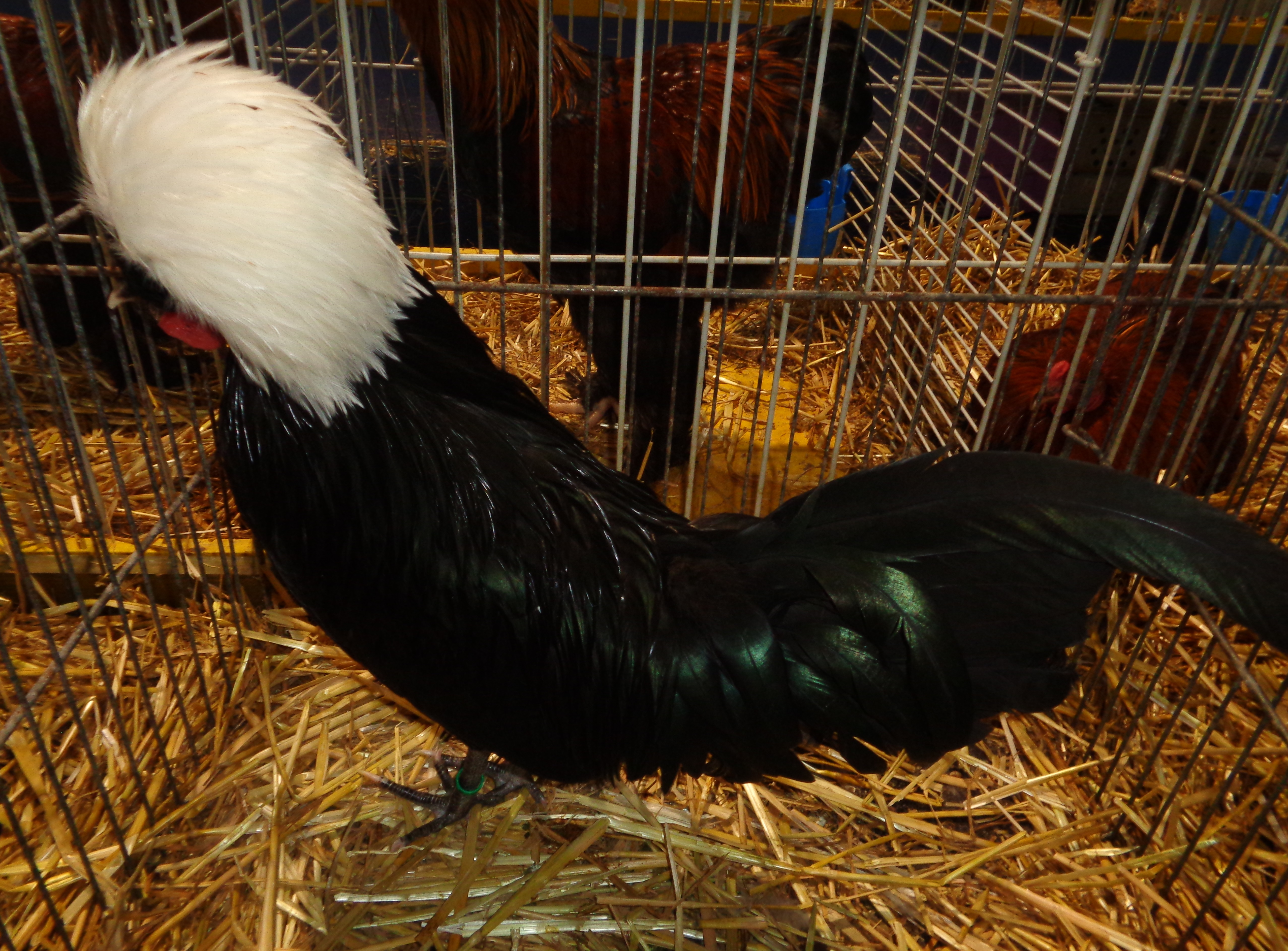
Coq Hollandaise nain noir à huppe blanche
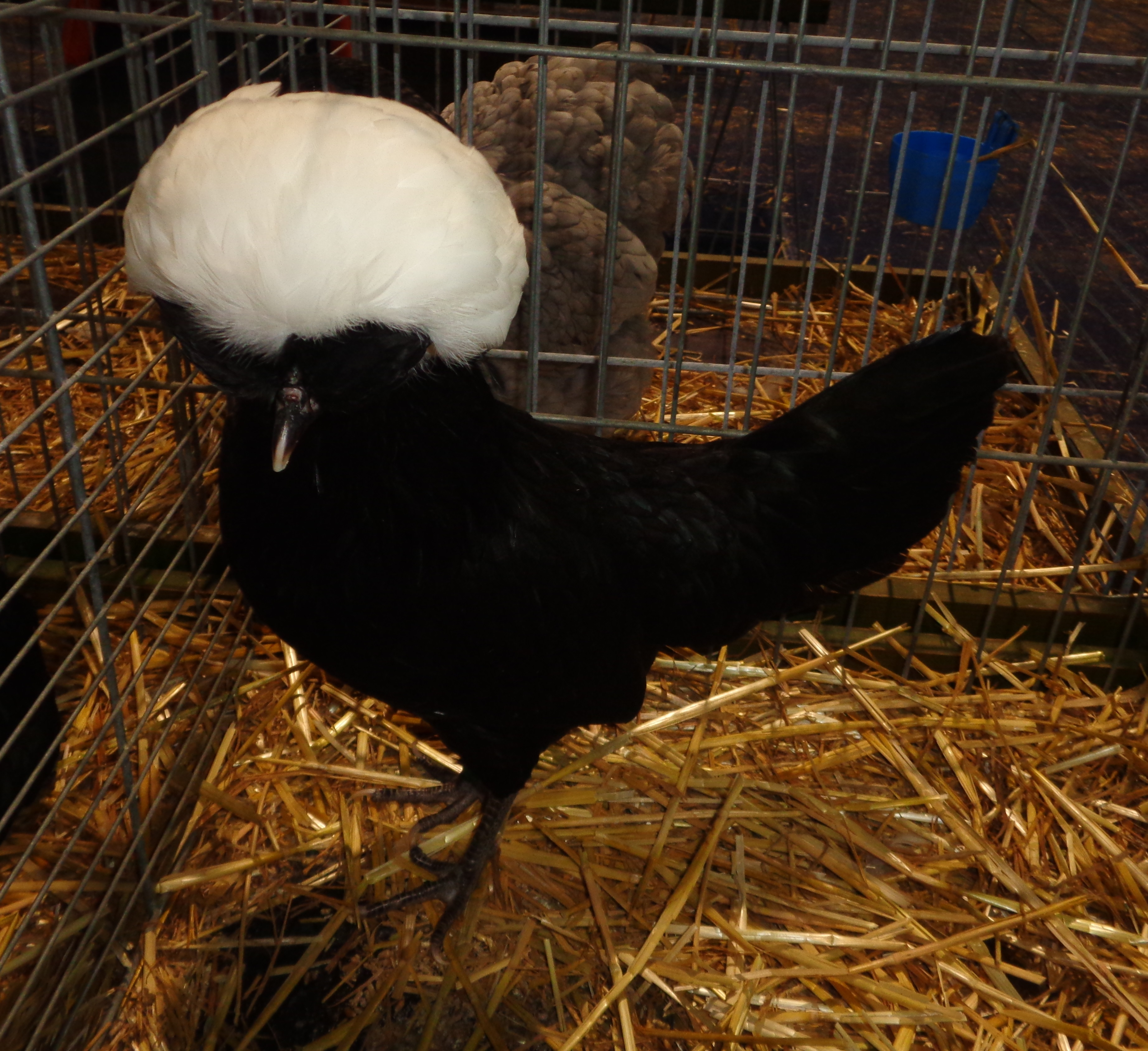
Poule Hollandaise naine noir à huppe blanche
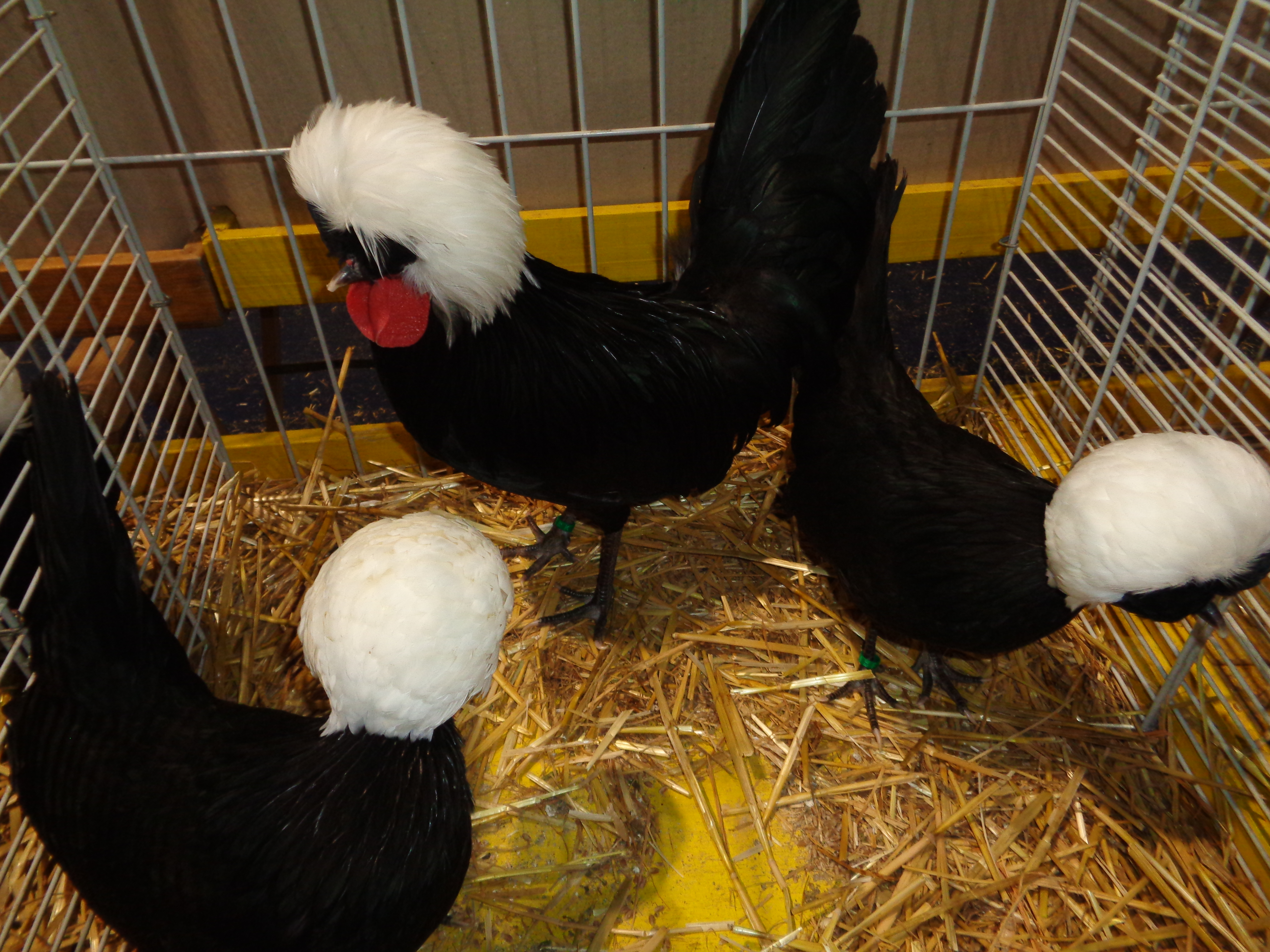
Trio d'Hollandaise naine noir à huppe blanche
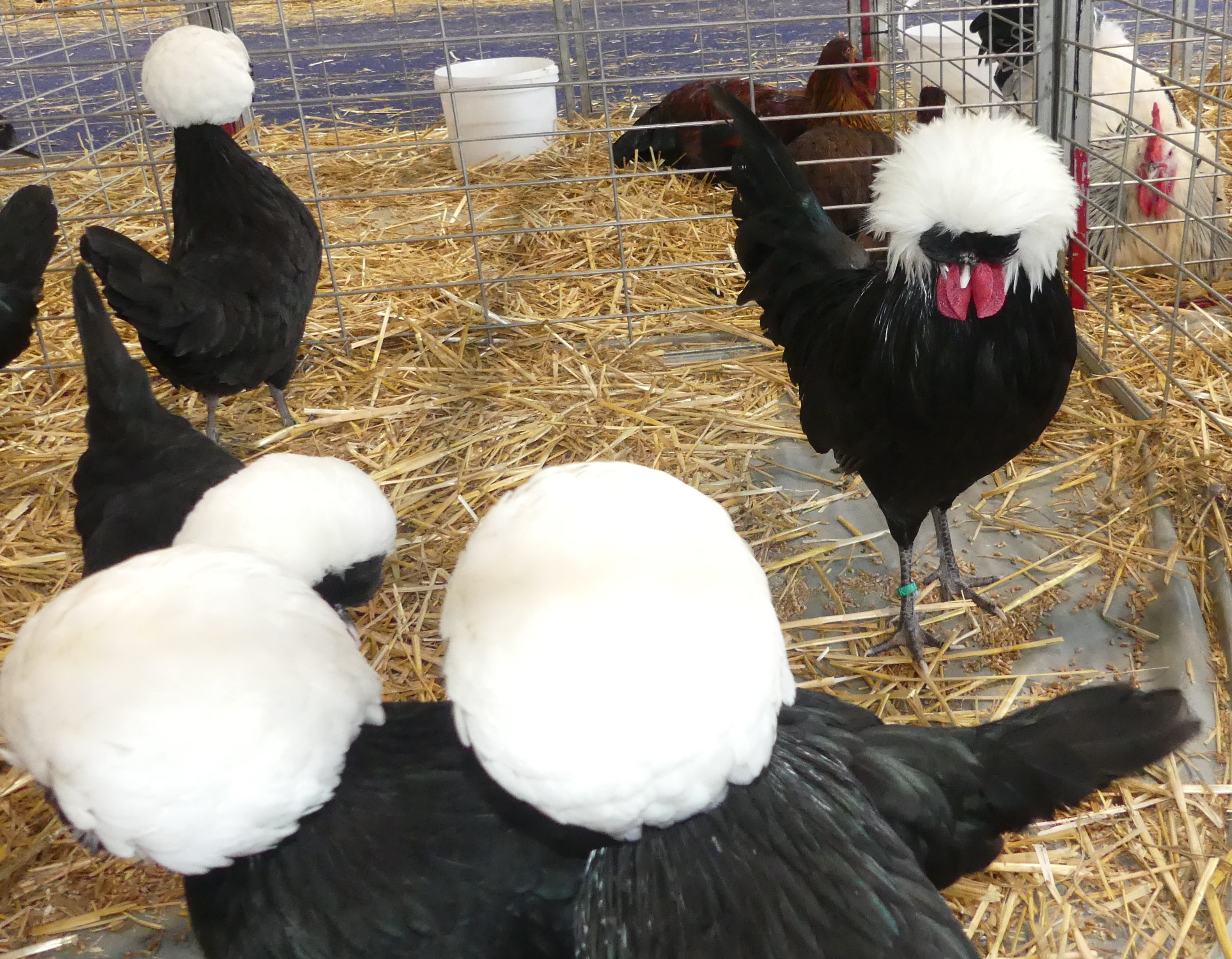
Coq et poules Hollandaise naine noir à huppe blanche
  - Coq et poules Hollandaise naine blanche à huppe noire
  - Coq Hollandaise noir à huppe blanche grande race
  - Coq Hollandaise nain noir à huppe blanche
  - Poule Hollandaise naine noir à huppe blanche
  - Trio d'Hollandaise naine noir à huppe blanche
  - Coq et poules Hollandaise naine noir à huppe blanche

## Sources
- Le Standard officiel des volailles de grandes races (Poules, oies, dindons, canards et pintades), édité par la SCAF.
- Le Standard officiel des poules de races naines, édité par le BCF.